# 乾曜子
乾 曜子（いぬい ようこ、1981年4月29日 - ）は、日本の女性タレント、コスプレイヤー、グラビアアイドル。ラグナロクオンラインイメージガール。株式会社PPエンタープライズ代表取締役社長。VTuber事務所『ねこのて』代表（「つきみたま」名義）。愛称およびタレント活動における名義は「よきゅーん」。茨城県稲敷郡牛久町（現：牛久市）出身。A型。

## 来歴
主にグラビアやキャンペーンガールとして活動、テレビ出演もこなす。自らウェブサイトを開設しネットアイドルとしても活動している。イベントを仕切ったりするのが好きで主催もしている。
無類の漫画・アニメ・ゲーム好きとしても知られ趣味でコスプレをし自ら同人作品としてコスプレ写真集を出している他、オンラインゲーム『ラグナロクオンライン』のイメージガール「ラグナロ娘。」をつとめるなどしている。2008年、『『ぷっ』すま』（テレビ朝日）でコスプレアイドルとして紹介された。
コスプレには強い拘りがあり全て自費で制作していて自作の衣装は基より写真集のスタッフやロケ費用も自身で捻出している。お金を貰ってしまうと仕事になってしまうため、あくまでも趣味としてコスプレをしたいとのこと。コミケで稼ぎ全てを製作費に回していると言う。
「中野腐女シスターズ」（現：中野風女シスターズ）の元メンバー。中野腐女シスターズの男装ユニットである腐男塾（現：風男塾）では、腐男塾の部長「紫集院曜介」として活動していた。
またアイドルグループでんぱ組.incのメンバーである古川未鈴は、自らが熱烈な乾のファンであり、乾の影響で「ラグナロ娘。」に憧れ、乾の握手会やコミケなどに何度も足を運んでいたことを、『でんぱの神神』（テレ朝チャンネル）番組企画内で、乾がサプライズ登場した際に涙ながらに語った。また、古川は同企画内で乾とラグナロクオンラインで対戦を行い勝利した。
2011年6月からハイド（チワワ、雄）、2018年11月から毛玉（チワワ、雄）、2019年12月から尽八（チワワ、雄）と暮している。
2014年6月にYouTubeのゲーム情報バラエティ動画チャンネル「ゴー☆ジャス動画@GameMarket」をゴー☆ジャスと共に始める。『ラグナロクオンライン』のイメージガールや腐男塾（現：風男塾）でリーダーをやっていた経歴から、「何か現場で突発的なことが起こった時に舵取りが出来るんじゃないかという、ちょっと姉さん女房的な感じ（プロデューサー西尾敏夫の談）」が採用理由である。
2023年11月14日、上述の「ラグナロ娘。」を2003年3月より20年以上継続して務めていることから、「ビデオゲームの公式コスプレイヤーを務めた最長期間（女性）」としてギネス世界記録の認定を受けた。

## ユニット
- 中野腐女子シスターズ→中野腐女シスターズ
- 腐男塾
  - 紫集院 曜介（しじゅういん ようすけ）
- PPE41

## 出演
※ 中野腐女シスターズおよび腐男塾（「紫集院曜介」）としての出演 / 作品は、「中野風女シスターズ」「風男塾」の項を参照のこと。

### テレビバラエティ
- デジドルファクトリー（BS朝日・テレビ朝日）
- デジドルパラダイス（MONDO21）
- 真夜中のゲーム事情 moe.tv（MONDO21・itv24.com（インターネットテレビ））
- GungHo Navi（チャンネルBB 他）
- ラグナロクを遊んじゃおう（チャンネルBB 他）
- パラキャラ（テレビ大阪 他）
- 温泉天使（KBS京都テレビ）
- ゲーム☆バンザイ（MONDO21）
- モロ出し!モンド（MONDO21）
- しょこ♥リータ（2009年1月8日、テレビ東京） - 「セクシーコスプレコンテスト」審査員
- アニメ星人（2009年10月4日 - 2010年3月28日、チバテレビ）
- 女神のやる気!（2010年4月3日 - 9月25日、チバテレビ）
- ウレスジ!（BS-TBS）
- えなコスTV（2020年3月25日、TOKYO MX / 同年3月27日、BS日テレ） - 最終回ゲスト[12]
- 激レアさんを連れてきた。（2024年6月3日、テレビ朝日） - 「アイドルとしてはブレイクできずに引退したけど、経営者側に回って、いまグラビア界を席巻する芸能事務所の社長をしている人」[13][14][15]

### WEB番組
- ラグナロク天国（インターネットテレビ）
- 少年志（GyaOジョッキー）
- ラグナロクch（GyaO）
- 溜池Now（GyaO） - 溜池会会員No.016
- OHK 趣味萌々（goomo）
- いぬいこなんのPP Night（2011年7月20日 - 、ニコジョッキー） - 毎週
- ゴー☆ジャス動画@GameMarket（2014年6月 - 、YouTube） - アシスタント ※不定期出演[10]

### ラジオ番組
- ラグナロクオンライン THE RADIO（2004年4月7日 - 9月22日、文化放送） - アシスタント

### Vシネマ
- 頭狂23区外 〜眠レヌ〜（2003年9月25日、オルスタックピクチャーズ）
- 頭狂23区外 〜ユルセヌ〜（2003年10月23日、オルスタックピクチャーズ）
- 頭狂23区外 〜終ワラヌ〜（2003年11月27日、オルスタックピクチャーズ）
- 頭狂23区外 オムニバスバージョン（2005年2月24日、オルスタックピクチャーズ）

### ゲーム
- 真空管ドールズ（2016年4月28日、ソニー・ミュージックエンタテインメント (日本)）- iOS・Android端末向けのアプリゲーム。しずく役の公式レイヤー[16]。

### 声優
- 幻獣契約クリプトラクト ゴー☆ジャス動画コラボクエスト「古代の国と相棒の絆」内（2016年、フィアリーナ[17]）

### イベント
- ラグナロクオンライン ファン感謝祭〜RJC2007〜（2007年4月29日、有明コロシアム） - 衣装はアサシンクロス[18]。
- ラグナロクオンライン ファン感謝祭2008（2008年10月25日、ディファ有明） - 衣装はアサシンクロス[19]。
- ラグナロクオンライン ファン感謝祭2009〜RJC2009〜（2009年5月23日、ディファ有明） - 衣装はクリエイター[20]。
- ラグナロクオンライン ファン感謝祭2010〜RJC2010〜（2010年5月1日、ディファ有明） - 衣装はアークビショップ[21]。
- ラグナロクオンライン ファン感謝祭2012〜RJC2012〜（2012年4月30日、ディファ有明） - 衣装はワンダラー[22]。
- ラグナロクオンライン ファン感謝祭2013〜RJC2013〜（2013年4月29日、TOKYO DOME CITY HALL） - 衣装はルーンナイト[23]。
- 東京ゲームショウ2015（2015年9月20日、幕張メッセ） - スクウェア・エニックスのブースに出演[24]。
- ニコニコ超会議2016（2016年4月29日・30日、幕張メッセ） - 真空管ドールズのブースにしずくの公式レイヤーで出演しニコニコ生放送の各コーナーにてMCを担当[25]。
- 東京ゲームショウ2016（2016年9月18日、幕張メッセ） - ゴー☆ジャス動画@GameMarketのブースに出演。衣装はフィアリーナ（幻獣契約クリプトラクト）[26]
- ニコニコ超会議2017（2017年4月29日・30日、幕張メッセ） - NetEase Gamesのブースに出演。衣装は桃の精（陰陽師）[27]
- 台北ゲームショウ2019（2019年1月26日・27日、台北世界貿易センター） - XFLAGブースにえなこ、篠崎こころ、鈴木愛梨、Momoと出演。衣装は獣神化ルシファー（モンスターストライク）[28]

### モデル
- コミケ・ワンフェス直前対策!「俺」流コスプレ撮影術（2008年7月24日・25日・28日 - 30日、ASCII.jp） - 被写体モデル[29]。

### インタビュー記事
- ラグナロクオンライン（2014年・2016年・2018年、ガンホー・オンライン・エンターテイメント）[2]
- ザテレビジョン（2019年3月4日、KADOKAWA） - “アイドル×アニメ”インタビュー![30]
- 東洋経済オンライン（2024年4月21日、東洋経済新報社）
  - 「ギネス記録“コスプレ＆経営者”よきゅーんの半生～アイドルから経営者へ転身…波乱万丈の20年～」[31]
  - 「グラドル界を席巻｢PPE｣弱小事務所“勝利の戦略”～令和に飛躍した｢よきゅーん｣の経営者思考～」[32]

### CD
らぐな☆がーるず（乾曜子・岩田有以・虎南有香）
- 永遠のストーリー（2007年4月25日、ユーズミュージック）

G・O・S
- ラグナロクオンライン RJC2013イメージソング〜描いた未来へ〜（2013年4月16日、Flying Penguin Records）

### DVD
1. クラリオンWebアイドル YOKO MY LOVE（2002年2月21日、コアラブックス）- 黒羽根麻依、篠塚愛と出演。
2. Crimson（2004年1月22日、ベルウッド・レコード）
3. Crimson メイキングDVD シ・ャ・ラ・ラ☆Kiss（2004年1月22日、ハピネット・ピクチャーズ）
4. ヨーコランド コスプレイヤー（2005年5月13日、心交社）
5. YOKO遊戯（2008年2月22日、ビーエムドットスリー）
6. よきゅーん胸キュン（2008年8月31日、BNS）
7. Greenレーベルvol.13 水蜜桃（2012年2月24日、竹書房）

### 写真集
Cはコミックマーケットの略。
| 同人電子書籍（CD-ROM） | 同人電子書籍（CD-ROM） | 同人電子書籍（CD-ROM） | 同人電子書籍（CD-ROM）                        | 同人電子書籍（CD-ROM） |
| 頒布日                 | 頒布日                 | C                      | タイトル                                      | キャラクター |
| ---------------------- | ---------------------- | ---------------------- | --------------------------------------------- | --- |
| 2007                   | 1231                   | 73                     | 絢爛華麗                                      | 忍者 |
| 2007                   | 1231                   | 73                     | Tamptation                                    | 男装 5着 |
| 2007                   | 1231                   | 73                     | Private                                       | 私服、水着 7着 |
| 2007                   | 1231                   | 73                     | REAL FIGHT!!                                  | かすみ（デッド オア アライブ）、春麗（ストリートファイターII）、リリス（ヴァンパイア セイヴァー）など                                             |
| 2008                   | 0816                   | 74                     | コードギアス 反逆のヨキューン                 | 紅月カレン 「戦闘服」、C.C. 「拘束着・インナー・Yシャツ」、ユーフェミア・リ・ブリタニア 「ドレス」（共にコードギアス 反逆のルルーシュ）           |
| 2008                   | 0816                   | 74                     | コードギアス 反逆のヨキューンR2               | 紅月カレン 「ドレス」、C.C. 「通常服・パイロットスーツ」、ミレイ・アッシュフォード 「学園制服」（共にコードギアス 反逆のルルーシュ）              |
| 2008                   | 0816                   | 74                     | Vitamin I                                     | 私服、水着 4着 |
| 2008                   | 0816                   | 74                     | Vitamin Y                                     | 私服、水着 4着 |
| 2008                   | 1229                   | 75                     | HARD CANDY                                    | 冬私服 |
| 2008                   | 1229                   | 75                     | Milmake                                       | ロリィタ服 |
| 2008                   | 1229                   | 75                     | YokyunarokOnline5                             | ラグナロクオンライン |
| 2009                   | 0815                   | 76                     | なつやすみ。                                  | 私服、水着 4着 |
| 2009                   | 0815                   | 76                     | Fascination                                   | 男装 4着 |
| 2009                   | 0815                   | 76                     | みみけっと                                    | 猫耳 |
| 2009                   | 0815                   | 76                     | YokyunarokOnline6                             | ダンサー、ハイプリースト、ローグ（共にラグナロクオンライン）                                                                                      |
| 2009                   | 1228                   | 77                     | Speculation                                   | 男装 |
| 2009                   | 1228                   | 77                     | HappyWinter                                   | 6着 |
| 2009                   | 1228                   | 77                     | YOKYU COSBOX                                  | 4着 |
| 2009                   | 1228                   | 77                     | よきゅっぽいど                                | 恋色病棟、サンドリヨン、JustBeFriends、magnet、ロミオとシンデレラ（共に初音ミク）                                                                 |
| 2010                   | 0814                   | 78                     | なつやすみ2010                                | 5着 |
| 2010                   | 0814                   | 78                     | Hallucination                                 | 男装 4着 |
| 2010                   | 0814                   | 78                     | Fairy of The Galaxy                           | シェリル・ノーム（マクロスF） |
| 2010                   | 1231                   | 79                     | Dulcification                                 | 男装 |
| 2010                   | 1231                   | 79                     | 冬季限定。                                    | 私服 |
| 2010                   | 1231                   | 79                     | Fairy of The Galaxy2                          | シェリル・ノーム（マクロスF） |
| 2010                   | 1231                   | 79                     | YOKYU COSBOX2                                 | ニア・テッペリン、ヨーコ・リットナー（共に天元突破グレンラガン）、ハンコック（ONE PIECE）、ブラック★ロックシューター（ブラック★ロックシューター） |
| 2011                   | 0813                   | 80                     | Distance                                      | 私服 |
| 2011                   | 0813                   | 80                     | Fairy of The Galaxy3                          | シェリル・ノーム（マクロスF） |
| 2011                   | 0813                   | 80                     | みみけっと♂                                   | 猫耳 |
| 2011                   | 1231                   | 81                     | 隣の乾さん                                    | 団地妻 |
| 2011                   | 1231                   | 81                     | YOKYU COSBOX3                                 | 黒猫（俺の妹がこんなに可愛いわけがない）、でじこ（デ・ジ・キャラット）、ランカ・リー（マクロスF）など                                             |
| 2012                   | 0811                   | 82                     | 十六夜-いざよい-                              | 4着 |
| 2012                   | 0811                   | 82                     | 隣の乾さん おかわり！                         | 団地妻 |
| 2012                   | 0811                   | 82                     | Fairy of The Galaxy4                          | シェリル・ノーム（マクロスF）4着 |
| 2012                   | 0811                   | 82                     | YokyunarokOnline7                             | アークビショップ、ソウルリンカー、ワンダラー（共にラグナロクオンライン）                                                                          |
| 2012                   | 1231                   | 83                     | プロデューサーさん!コスプレですよ、コスプレ!  | 神崎蘭子、高垣楓、水瀬伊織（共にアイドルマスター シンデレラガールズ）                                                                             |
| 2012                   | 1231                   | 83                     | YokyunarokOnline8                             | スナイパー、ハイプリースト（共にラグナロクオンライン）                                                                                            |
| 2013                   | 0811                   | 84                     | プロデューサーさん!コスプレですよ、コスプレ!2 | 渋谷凛、高垣楓、前川みく（共にアイドルマスター シンデレラガールズ）                                                                               |
| 2013                   | 1231                   | 85                     | YokyunarokOnline9                             | クリエ（ラグナロクオンライン） |
| 2014                   | 0817                   | 86                     | Claire                                        | 3着 |
| 2014                   | 0817                   | 86                     | Dizzy                                         | ディズィー（GUILTY GEAR X） |
| 2014                   | 0817                   | 86                     | プロデューサーさん!コスプレですよ、コスプレ!3 | 2着 |
| 2014                   | 0817                   | 86                     | ヨキュライブ!                                 | 南ことり（ラブライブ!） |
| 同人誌（紙媒体）       |                        |                        |                                               | |
| 2014                   | 0817                   | 86                     | Claire -PhotoBook-                            | A5小冊子 |

- 出典は乾曜子オフィシャルブログ「よきゅの細道」、まんだらけ通販を閲覧[33]。

### 雑誌
- 乾曜子のぐるぐる秋葉原（角川書店「g-girl」連載）
- 乾曜子のラグナロクオンラインただいまLogin中（双葉社「オンラインゲーム すごい攻略やってます。」連載）

### 携帯サイト
- アイドルがイッパイ （アイパイ）
- グラビア★セクシーチャンネル （ShowTime）

## コラボレーション
- よきゅーんモンチッチ
- 紫集院曜介モンチッチ

上記はセキグチが企画・製作・販売する猿の人形『モンチッチ』とのコラボレーションによるもの。中野腐女シスターズ×腐男塾卒業記念として、同グループとのコラボによる「中野腐女シスターズモンチッチ」と「腐男塾モンチッチ」にアレンジを加えて乾曜子と紫集院曜介のイメージに合わせて製作された。インターネット限定品。